# Max-Peter Ratzel
Max-Peter Ratzel (* 3. Dezember 1949 in Dillingen/Saar) ist ein ehemaliger deutscher Polizeibeamter. Er war von 2005 bis 2009 Direktor der europäischen Polizeibehörde Europol.

## Leben
Nach dem Abitur 1968 studierte Ratzel Mathematik und Physik an der Universität Saarbrücken. Nach seinem Eintritt 1977 in den Polizeidienst im Bundeskriminalamt in Wiesbaden studierte er an der Fachhochschule des Bundes für öffentliche Verwaltung und absolvierte dort seinen Vorbereitungsdienst für den gehobenen Kriminaldienst des Bundes. 
Nach seiner Aufstiegsausbildung zum höheren Dienst an der Polizei-Führungsakademie (jetzt Deutsche Hochschule der Polizei) in Münster-Hiltrup war er in verschiedenen Verwendungen innerhalb des Bundeskriminalamts tätig, unter anderem Leiter des Stabes. Von 2000 bis 2005 war er Abteilungsleiter Organisierte und Allgemeine Kriminalität.
Am 16. April 2005 wurde Ratzel zum Direktor von Europol ernannt. Am 15. April 2009 endete seine Amtszeit, er trat in den Ruhestand. Sein Nachfolger in dieser Position war der britische Beamte Rob Wainwright.

## Interviews
- Silvia Engels: Europol: Haben „Indikatoren für andauernde Anschlagsplanungen“. In: Deutschlandfunk, 15. April 2009.
- Severin Weiland: Ex-Europol-Chef warnt vor Fusionsplänen. In: spiegel.de, 12. Januar 2011.